# Zethes brandti
Zethes brandti là một loài bướm đêm trong họ Erebidae.